# Banda de frente
 (décembre 2022).
Si vous disposez d'ouvrages ou d'articles de référence ou si vous connaissez des sites web de qualité traitant du thème abordé ici, merci de compléter l'article en donnant les références utiles à sa vérifiabilité et en les liant à la section « Notes et références ».
La banda de frente ("croche-pied de face", en portugais), également appelée rapa (petite bêche à main), est une technique de fauchage en capoeira, qui consiste à déséquilibrer son adversaire en fauchant sa jambe d'appui avec un mouvement vif de la jambe de l'extérieur vers l'intérieur. La banda se fait avec la jambe légèrement fléchie.
Si l'adversaire est sur ses deux jambes pendant l'exécution du mouvement, il est évidemment conseillé, dans la mesure du possible, de "choper" les deux jambes plutôt qu'une seule de manière à lui supprimer tous ses appuis. La banda peut se faire sur les côtés extérieur ou intérieur du pied de l'adversaire.